# Ферфілд (Вермонт)
Ферфілд (англ. Fairfield) — місто (англ. town) в США, в окрузі Франклін штату Вермонт. Населення — 2044 особи (2020).

## Демографія
Згідно з переписом 2010 року, у місті мешкала 1891 особа в 718 домогосподарствах у складі 520 родин. Було 867 помешкань
Расовий склад населення:
| - 96,7 % — білих - 0,6 % — корінних американців - 0,3 % — чорних або афроамериканців - 0,2 % — азіатів |

До двох чи більше рас належало 1,7 %. Частка іспаномовних становила 1,9 % від усіх жителів.
За віковим діапазоном населення розподілялося таким чином: 25,9 % — особи молодші 18 років, 62,9 % — особи у віці 18—64 років, 11,2 % — особи у віці 65 років та старші. Медіана віку мешканця становила 40,0 року. На 100 осіб жіночої статі у місті припадало 106,9 чоловіків;  на 100 жінок у віці від 18 років та старших — 102,6 чоловіків також старших 18 років.
Середній дохід на одне домашнє господарство  становив 98 511 долар США (медіана — 82 500), а середній дохід на одну сім'ю — 109 664 долари (медіана — 91 346). Медіана доходів становила 52 750 доларів для чоловіків та 45 000 доларів для жінок. За межею бідності перебувало 3,0 % осіб, у тому числі 1,0 % дітей у віці до 18 років та 8,6 % осіб у віці 65 років та старших.
Цивільне працевлаштоване населення становило 1122 особи. Основні галузі зайнятості: освіта, охорона здоров'я та соціальна допомога — 25,9 %, виробництво — 17,0 %, будівництво — 9,9 %, сільське господарство, лісництво, риболовля — 8,8 %.